# ガルナチャス
ガルナチャス（Garnachas、ガルナチェス Garnaches とも）は揚げたコーン・トルティーヤにフリホレス、千切りキャベツ、チーズ、その他の具材を載せた伝統的な料理。
ガルナチャスは特にベリーズで人気があり、当地では伝統的にトウモロコシ、豆、チーズで作られ、グアテマラでは大抵のレストランで一般的な前菜として供される。その他のバリエーションでは一般的にキャベツ、タマネギ、唐辛子、その他のトッピングが追加される。